# Benjamin Loeb
Benjamin Loeb (Nairobi, 12 novembre 1987) è un direttore della fotografia norvegese.

## Biografia
Nato in Kenya e cresciuto a Nesbru, in Norvegia, si è laureato in cinema all'Emily Carr University of Art and Design di Vancouver. È attivo nel cinema indipendente statunitense e canadese a partire dalla metà degli anni duemiladieci. Si è fatto conoscere dirigendo la fotografia "satura e ispirata ai film di serie B degli anni ottanta" del film horror indipendente Mandy (2018), con Nicolas Cage, per la quale ha ricevuto una candidatura agli Independent Spirit Awards. Nel 2019 è stato incluso dalla rivista di settore Variety nella sua lista annuale dei "dieci direttori della fotografia emergenti da tenere d'occhio".

## Filmografia parziale
- King Cobra, regia di Justin Kelly (2016)
- Mandy, regia di Panos Cosmatos (2018)
- Pieces of a Woman, regia di Kornél Mundruczó (2020)
- After Yang, regia di Kogonada (2021)
- Quando avrai finito di salvare il mondo (When You Finish Saving the World), regia di Jesse Eisenberg (2022)
- Sick of Myself (Syk pike), regia di Kristoffer Borgli (2022)
- Dream Scenario - Hai mai sognato quest'uomo? (Dream Scenario), regia di Kristoffer Borgli (2023)
- A Big Bold Beautiful Journey - Un viaggio straordinario (A Big Bold Beautiful Journey), regia di Kogonada (2025)

## Riconoscimenti
- Independent Spirit Award
  - 2019 – Candidatura alla miglior fotografia per Mandy